# Квартальна вулиця (Київ)
Кварта́льна ву́лиця — вулиця в Деснянському районі міста Києва, місцевість Куликове. Пролягає від Крайньої вулиці до Воскресенської районної котельні.

## Історія
Виникла як одна з вулиць с. Вигурівщина, на кутку Квартал у 1-й половині XX століття як вулиця без назви. 1965 року отримала назву вулиця Нахімова. Сучасна назва, що походить від назви кутку Квартал села Вигурівщина, де пролягає вулиця — з 2022 року.
До середини 1970-х років простягалась до вулиці Богдана Хмельницького. Скорочена внаслідок знесення забудови. На вулиці зберігся будинок № 4 обабіч Крайньої вулиці.